# Шмыгельский, Антон Иванович
Антон Иванович Шмыгельский (Шмигельский) (укр. Антон Іванович Шмигельський; 23 июля 1901, с. Плугов, Галиция, Австро-Венгрия (ныне Золочевского района Львовской области Украины) — 5 ноября 1972, Львов) — украинский советский поэт и писатель.

## Биография
Сын железнодорожного рабочего.
С 1917 жил в Киеве, позже Львове и Харькове. Окончил Харьковский институт народного образования.
С юных лет занимался литературным творчеством. Печататься начал в 1924.
Был членом литературных объединений «Плуг» (до 1926), с конца 1926 — Всеукраинского союза пролетарских писателей и «Западная Украина» .
Участник Великой Отечественной войны.

## Избранная библиография
- сборники стихов
  - «Памолодь» (1927),
  - «Похід» (1933),
  - «Золота пора» (1947),
  - «Партія — серце народу» (1959),
  - «Стяги над Карпатами» (1962),
  - «Землі окраса» (1964),
  - «Вересневе полум’я» (1973).

Автор нескольких произведений для детей.

## Память

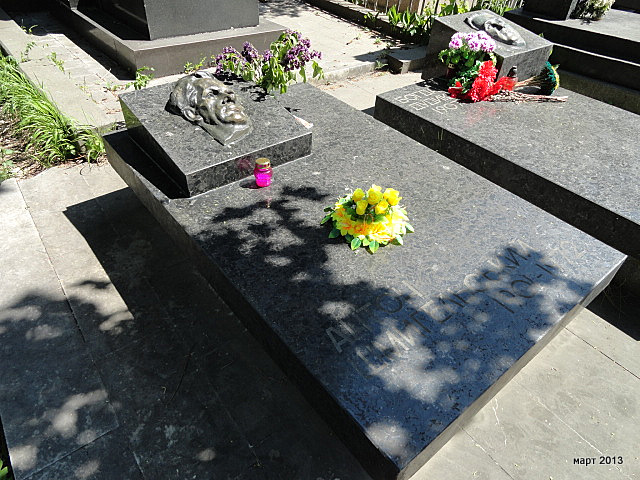
Памятная плита на могиле писателя Антона Шмыгельского на Лычаковском кладбище во Львове

Памятная табличка на доме № 34 по улице Вишенского, где жил Антон Шмыгельский (Львов)

## Награды
- орден Трудового Красного Знамени
- орден Красной Звезды
- орден «Знак Почёта» (24.11.1960)
- медаль «За отвагу» (16.06.1945)
- медали